# André Egli
André Egli (Bäretswil, Zürich kanton, 1958. május 8. –) svájci válogatott labdarúgó, edző.

## Pályafutása

### Klubcsapatban
Pályafutása nagy részét a Grasshoppersben csapatánál töltötte, melynek színeiben négy alkalommal nyerte meg a svájci bajnokságot és a svájci kupát. 1977 és 1990 között volt a klub játékosa, közte az 1984–85-ös idényben a Borussia Dortmundban játszott egy szezont. Később játszott még a Neuchâtel Xamax (1990–92) és a Servette FC (1992–94) együtteseiben is.

### A válogatottban
1979 és 1994 között 80 alkalommal szerepelt a svájci válogatottban és 8 gólt szerzett. Részt vett az 1994-es világbajnokságon.

## Sikerei, díjai
Grasshoppers
- Svájci bajnok (4): 1977–78, 1981–82, 1982–83, 1989–90
- Svájci kupa (4): 1982–83, 1987–88, 1988–89, 1989–90
- Svájci szuperkupa (1): 1989

Servette
- Svájci bajnok (1): 1993–94

Neuchâtel Xamax
- Svájci szuperkupa (1): 1990